# Sint-Catharinakerk (Halberstadt)
De Sint-Catharinakerk (Duits: St. Katharinen) is een rooms-katholiek kerkgebouw in de Duitse stad Halberstadt. Vanaf de bouw in de 13e eeuw tot de secularisatie in 1810 was het met enkele onderbrekingen de kloosterkerk van het dominicanenklooster Sint-Catharina.

## Geschiedenis
Amper drie jaar na de dood van de heilige Dominicus, de stichter van de orde der Dominicanen, liet de bisschop van Halberstadt een dominicanenklooster stichten. Waarschijnlijk kwamen de eerste monniken uit het Hildesheimer Paulusklooster. De bouw van de kerk en de kloostergebouwen werd in 1231 voltooid.
Dankzij de pest kwam er in 1565 een einde aan de eerste grote bloeiperiode van het klooster. De monniken, helpers van de armen, kwamen op twee na allemaal om het leven. Het jaar daarop werd het verweesde klooster ter beschikking gesteld aan het domkapittel, dat in meerderheid protestants was. Vervolgens werd het klooster enige jaren als school gebruikt.
Met de komst van Leopold Willem van Oostenrijk in 1628 tijdens de Dertigjarige Oorlog werd getracht het bisdom weer te re-katholiseren. Nog in hetzelfde jaar werd het Catharinaklooster met monniken uit het Heilig-Kruisklooster van Osnabrück bevolkt. Tijdens de Zweedse bezetting van de stad in 1632-1637 hield het kloosterleven tijdelijk even op te bestaan, maar na de Westfaalse Vrede in 1648 mochten de kerken en klooster die in 1624 rooms-katholiek waren ook rooms-katholiek blijven. Omdat het Catharinaklooster in 1624 geen bewoners had werd er evenwel nog een poging ondernomen om het klooster alsnog af te nemen van de katholieke kerk, maar deze poging mislukte. Tot de secularisatie zouden de dominicanen door liturgie, prediking en zielszorg blijven werken voor de zeer kleine rooms-katholieke gemeenschap in een dominante protestantse omgeving.
Na de laatste bloeiperiode van het klooster hieven de Fransen het klooster in 1810 op. De gebouwen werden onteigend en vervolgens als magazijn en fabriek in gebruik genomen. De kloosterkerk werd aan de rooms-katholieke parochie Sint-Catharina en Sint-Barbara overgedragen. In 1910 kocht de rooms-katholieke parochie de gebouwen terug. Sinds 1920 staan de gebouwen ter beschikking van de Karmelitessen van het Goddelijke Hart van Jezus. Tevens zijn er een peuterspeelzaal, kleuterschool en tehuis voor gehandicapte kinderen gevestigd. De kerk behoort samen met drie andere kerken tot de rooms-katholieke Sint-Burchard parochie.

## Interieur
In de 18e eeuw werd de kerk van een rijk barok interieur voorzien. Dit barokke interieur werd in de jaren 80 van de 20e eeuw grondig gerenoveerd. Bezienswaardig zijn o.a.:
- Het hoogaltaar met houtsnijwerk en talrijke beelden van engelen en heiligen en beelden van de patronessen Catharina en Barbara.
- Een rijk versierde kansel uit 1640.
- Twee barokke zijaltaren uit 1777.
- Een madonna van zandsteen uit 1280.
- Een kruisigingsgroep uit de 14e-15e eeuw.
- Het orgel met een barokke kast uit 1730 bekroond met beelden van Koning David en engelen.
- Een piëta uit 1520.

## Architectuur
Als torenloze gotische hallenkerk met een lang koor is de kerk een sprekend voorbeeld van een bedelordekerk. Het driebeukige kerkschip omvat vijf traveeën met maaswerkvensters. Het polygonale koor draagt een slanke dakruiter. De kruisribgewelven zijn slechts in het koor behouden; het kerkschip heeft een modern cassettenplafond. In de oostelijke traveeën van het kerkschip vallen de romaanse rondbogen tussen midden en zijschepen op.